# Highland Park (Florida)
Highland Park ist eine Gemeinde im Polk County im US-Bundesstaat Florida mit 251 Einwohnern (Stand: 2020).

## Geographie
Highland Park liegt rund 30 km östlich von Bartow sowie etwa 75 km südlich von Orlando.

## Demographische Daten
Laut der Volkszählung 2010 verteilten sich die damaligen 230 Einwohner auf 171 Haushalte. Die Bevölkerungsdichte lag bei 191,7 Einw./km². 91,3 % der Bevölkerung bezeichneten sich als Weiße und 3,0 % als Afroamerikaner. 3,0 % gaben die Angehörigkeit zu einer anderen Ethnie und 2,6 % zu mehreren Ethnien an. 8,3 % der Bevölkerung bestand aus Hispanics oder Latinos.
Im Jahr 2010 lebten in 24,3 % aller Haushalte Kinder unter 18 Jahren sowie 43,7 % aller Haushalte Personen mit mindestens 65 Jahren. 67,0 % der Haushalte waren Familienhaushalte (bestehend aus verheirateten Paaren mit oder ohne Nachkommen bzw. einem Elternteil mit Nachkomme). Die durchschnittliche Größe eines Haushalts lag bei 24,3 Personen und die durchschnittliche Familiengröße bei 43,7 Personen.
21,2 % der Bevölkerung waren jünger als 20 Jahre, 20,9 % waren 20 bis 39 Jahre alt, 21,9 % waren 40 bis 59 Jahre alt und 36,1 % waren mindestens 60 Jahre alt. Das mittlere Alter betrug 49 Jahre. 44,8 % der Bevölkerung waren männlich und 55,2 % weiblich.
Das durchschnittliche Jahreseinkommen lag bei 31.806 $, dabei lebten 8,2 % der Bevölkerung unter der Armutsgrenze.
Im Jahr 2000 war englisch die Muttersprache von 100 % der Bevölkerung.

## Verkehr
Highland Park wird von der Florida State Road 17 tangiert. Der nächste Flughafen ist der Orlando International Airport (rund 95 km nordöstlich).